# Gilles Ottawa
Gilles Ottawa est un historien atikamekw de la communauté de Manawan, mort le 19 janvier 2013 à l'âge de 60 ans. 

## Biographie
Gilles Ottawa a fréquenté deux pensionnats SMDF, celui de Saint-Marc-de-Figuery et celui de Pointe-Bleue, au Lac Saint-Jean, tenus par les missionnaires Oblats de Marie Immaculée. Les objectifs principaux poursuivis par les missionnaires étaient « d'isoler les enfants et les soustraire à l’influence de leurs foyers, de leurs familles, de leurs traditions et de leur culture, et les intégrer par l’assimilation dans la culture dominante. Ces objectifs reposaient sur l’hypothèse que les cultures et les croyances spirituelles des Autochtones étaient inférieures. »,
Il a cofondé en 1990 l'Association Mamo Atoskewin Atikamekw (AMAA), dont le but était de protéger les territoires de chasse, de pêche et de piégeage et d'aider les trappeurs atikamekw.

## Publications
- Les Pensionnats indiens au Québec. Un double regard, Québec, Éditions Cornac, 2010[6]

## Filmographie
- Nikatcikan (L'héritage) documentaire de Anaïs Ottawa-Flamand, Sacha Dubé, 2010

## Citation
- « La mort n’est qu’une étape dans le grand cercle de la vie. Elle renforce une relation spirituelle avec les ancêtres tout en assurant une consolidation de nos rapports avec la jeune génération. »[7]